# Infini potentiel
 (octobre 2020).
Si vous disposez d'ouvrages ou d'articles de référence ou si vous connaissez des sites web de qualité traitant du thème abordé ici, merci de compléter l'article en donnant les références utiles à sa vérifiabilité et en les liant à la section « Notes et références ».
Pour les articles homonymes, voir Infini (homonymie).
L'infini potentiel est un infini qui ne peut être atteint[pas clair] dont le modèle le plus simple est l'infinité de la série des entiers naturels : 0, 1, 2, 3, 4... Chaque terme de cette série est fini, mais à chaque étape on peut atteindre un nouvel entier en lui ajoutant 1, ceci indéfiniment. L'infini potentiel n'est donc jamais atteint et correspond à une limite potentielle et non achevée.
Il s'oppose à l'infini en acte, qui considère l'infini comme une entité achevée comme l'est l'ensemble {\displaystyle \mathbb {N} } des entiers naturels.
La distinction entre une infinité potentielle et une infinité en acte, objet de discussions depuis au moins que Galilée a remarqué qu'il y avait autant d'entiers pairs que d'entiers, a été résolue par Cantor, établissant qu'il y a plus de nombres réels que d'entiers. Ce théorème de Cantor, prouvant que tous les ensembles infinis n'ont pas la même taille, montre que l'infini en acte ne peut être ramené à l'infini potentiel, puisque tous les infinis en acte n'ont pas la même cardinalité.